# Bob Simmons
Bob Simmons (* 31. März 1923 in Fulham, London; † 21. Oktober 1987 in London) war ein britischer Stuntman, Stuntkoordinator und Schauspieler. Zwischen 1962 und 1985 prägte er als Stunt-Spezialist und Double des Hauptdarstellers die James-Bond-Filmreihe.

## Leben
Bob Simmons hatte in seiner Jugend mehrfach mit Straftätern und Straßengangs zu tun, ein Milieu, in dem seine Sportlichkeit und seine kämpferischen Fähigkeiten von großem Vorteil waren. Nachdem er die Road School besucht hatte, betätigte er sich als Boxer. Dank seines muskulösen Körpers bekam er in London Jobs als Model und knüpfte erste Kontakte zum Filmgeschäft. Ab den frühen 1950er Jahren übernahm er kleinere Rollen und doubelte außerdem Stars wie Peter Sellers oder Alan Ladd, wenn die Versicherungen dies verlangten. Er etablierte sich als Stuntman und als Choreograf von Filmschlägereien.

## Arbeit als Stuntman
Als Regisseur Terence Young und Produzent Albert R. Broccoli 1961 den ersten James-Bond-Film James Bond – 007 jagt Dr. No vorbereiteten, wandten sie sich an Bob Simmons, mit dem sie bereits in der Vergangenheit zusammengearbeitet hatten. Die actionreiche Handlung verlangte nach einem erfahrenen Stunt-Spezialisten. Simmons ist außerdem der erste Bond-Darsteller, der auf der Leinwand zu sehen war – im Titelvorspann von James Bond – 007 jagt Dr. No taucht er als 007 im Visier des Pistolenlaufs auf. Bevor Sean Connery einen entsprechenden Vertrag unterschrieben hatte, wurde er von Regisseur Young außerdem für die Bond-Rolle in Betracht gezogen.
Bob Simmons arbeitete in den frühen Bond-Filmen regelmäßig als Stuntman für Sean Connery, dem er in Aussehen und Statur ähnelte, und doubelte auch andere Darsteller in gefährlichen Szenen. Außerdem war er als Stunt-Choreograph für die Entwicklung der aufwändigen Action-Szenen zuständig. Bei Goldfinger waren ihm alle Stunts im nachgebauten Fort Knox zugewiesen. Er koordinierte Stürze und andere spektakuläre Szenen und sprang unter anderem als Kisch (gespielt von Michael Mellinger) vom obersten Geländer der riesigen Fort-Knox-Kulisse. Als in Feuerball die Rolle des feindlichen Agenten Jaques Bouvar besetzt werden sollte, entschlossen sich die Produzenten, gleich einen Mann zu verpflichten, der den Anforderungen für harte Schlägereien standhalten konnte, und übertrugen die Rolle an Bob Simmons.
Mit den ungewohnt harten und aggressiven Stunt-Choreographien, die er in den 1960er Jahren für die Bond-Filme entwickelte und die es in dieser Form bis dato kaum gegeben hatte, übte Bob Simmons einen prägenden Einfluss auf den modernen Actionfilm aus. Eine seiner bekanntesten Kampfszenen ist der tödliche Zweikampf zwischen James Bond und dem durchtrainierten Killer Grant in Liebesgrüße aus Moskau (1963), der in der Beengtheit eines nächtlichen Zugabteils stattfindet. Zweikämpfe dieser Art finden sich später unter anderem in Goldfinger (1964), wo Bond gegen einen übermenschlich starken Killer im Butler-Outfit antreten muss, in Feuerball (1965), wo er in der beengten Steuerkabine eines führerlosen Bootes gegen den Hauptschurken kämpft, in Diamantenfieber (1971), wo der Agent in einer Aufzugskabine auf einen Killer trifft, oder in Leben und sterben lassen (1973) und Der Spion, der mich liebte (1977), wo Bond erneut in Zugabteilen gegen furchterregende Gegner zu kämpfen hat.

## Weitere Tätigkeiten
Bob Simmons entwickelte verschiedene Hilfsmittel und Accessoires, um anderen Stuntmen einen möglichst verletzungsfreien Einsatz zu ermöglichen. Für Man lebt nur zweimal entwarf er beispielsweise spezielle „Bungee-Seile“. So konnte die 42 m hohe Vulkankraterkulisse bei einer Fallgeschwindigkeit von 28 km/h mühelos überwunden werden. Jedes Seil wurde zusätzlich mit einem Gummischlauch überzogen, den die Stuntmen umklammerten, um sich beim Herunterrutschen nicht die Finger zu verbrennen.
Simmons war zwischen 1962 und 1985 in zwölf James-Bond-Filmen als Stuntman und Stunt-Choreograph mit dabei. Da die Filme immer aufwändiger wurden, teilte er sich die Arbeit zunehmend mit anderen Stunt-Spezialisten. Bei den Dreharbeiten von Im Angesicht des Todes (1985) beaufsichtigen beispielsweise Jim Arnett, Bob Simmons und Claude Carliz die Stunt-Teams. Nach In tödlicher Mission bekam Simmons einen Platz in der „Hollywood Hall of Fame“. Simmons schrieb das Buch Nobody Does It Better über seine 40 Jahre andauernde Arbeit als Stuntman. Er war immer wieder in kleineren Rollen zu sehen, so in Goldfinger als Soldat in Fort Knox, als KGB-Agent in Der Spion der mich liebte oder als Handlanger von Gonzales in In tödlicher Mission. Die Bond-Produzenten haben immer wieder betont, dass Simmons’ Stunt-Arbeit für den Erfolg der Serie von zentraler Bedeutung war.
Bob Simmons verstarb 1987.